# 陈和平 (1956年)
陈和平（1956年4月—），男，江西清江人，中华人民共和国政治人物。中国共产党党员。北京商学院（现北京工商大学）商业经济系商业经济专业毕业，大学学历，经济学学士。

## 生平
历任中共重庆市委组织部副部长，重庆市人民政府办公厅主任、秘书长、参事室主任等职。2012年8月，任重庆市人民政府副市长，被免去重庆市政府办公厅主任职务。2016年6月，辞去重庆市副市长职务。